# Henry Cornelius Burnett
Henry Cornelius Burnett, né le 5 octobre 1825 et mort le 28 septembre 1866 était un Représentant de État du Kentucky et un Sénateur des États confédérés. Avocat de profession, Burnett a exercé une seule fonction judiciaire avant d'être élu au Congrès. Il représentait le 1er district congressionnel avant que la guerre civile ne débute. Ce district contenait toute la région de l'achat de Jackson, qui soutenait la cause des États confédérés contrairement aux autres régions du Kentucky. Burnett a promis aux électeurs de sa circonscription qu'il ferait traduire le  président Abraham Lincoln en justice pour trahison. L'éditeur de journal unioniste George D. Prentice décrivit Burnett comme « un grand garçon, costaud et fort en gueule soulevant toujours des points à l'ordre du jour et des objections visant à embarrasser les Républicains de la Chambre ».
En plus de soutenir la cause sudiste au Congrès, Burnett a aussi travaillé au Kentucky afin d'augmenter le soutien à la Confédération au sein de l’État. Il présidait une convention sur la souveraineté à Russellville en 1861 qui créa le Gouvernement confédéré du Kentucky. Les délégués à cette convention choisirent Burnett pour se rendre à Richmond et garantir l'adhésion du Kentucky à la Confédération. Burnett a aussi organisé un régiment confédéré à Hopkinsville, et servit brièvement dans l'Armée des États confédérés. Le camp Burnett, un poste de recrutement situé à environ 3 km de Clinton (comté de Hickman, fut nommé d'après lui.
Les actions de Burnett furent considérées comme de la trahison par ses homologues du Congrès, et il fut expulsé de la Chambre des représentants en 1861. Il est l'un des cinq seuls membres de la Chambre des représentants à avoir été expulsé. Après son renvoi, Burnett devint membre du Congrès provisoire des États confédérés et sénateur du Sénat confédéré. Il fut accusé de trahison après la guerre, mais ne fut jamais jugé. Il retourna pratiqué le droit et mourut du choléra en 1866 à 40 ans.

## Sources
- (en) Cet article est partiellement ou en totalité issu de l’article de Wikipédia en anglais intitulé « Henry Cornelius Burnett » (voir la liste des auteurs).